# Tavola calda

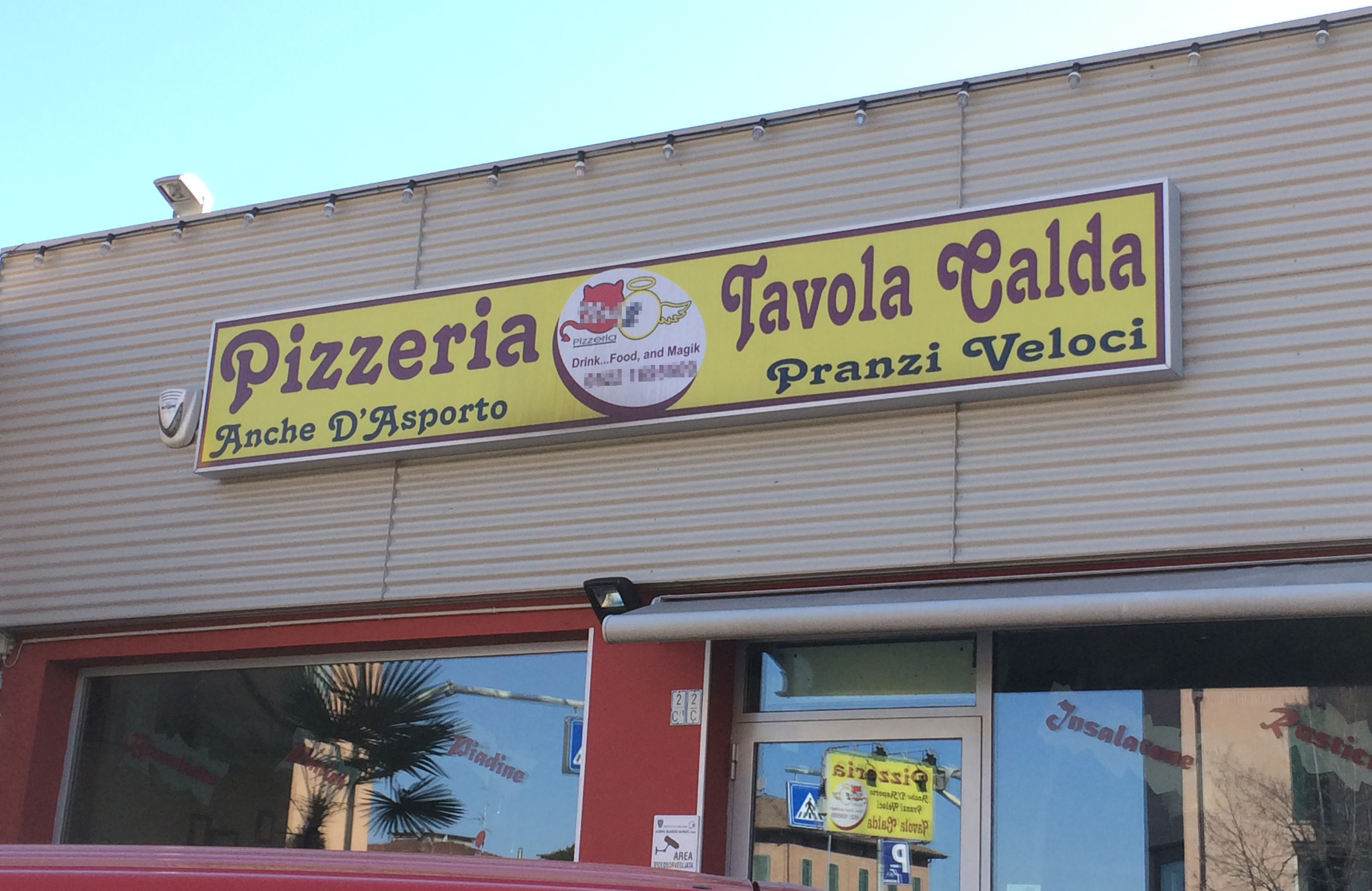
Insegna di una tavola calda e pizzeria.

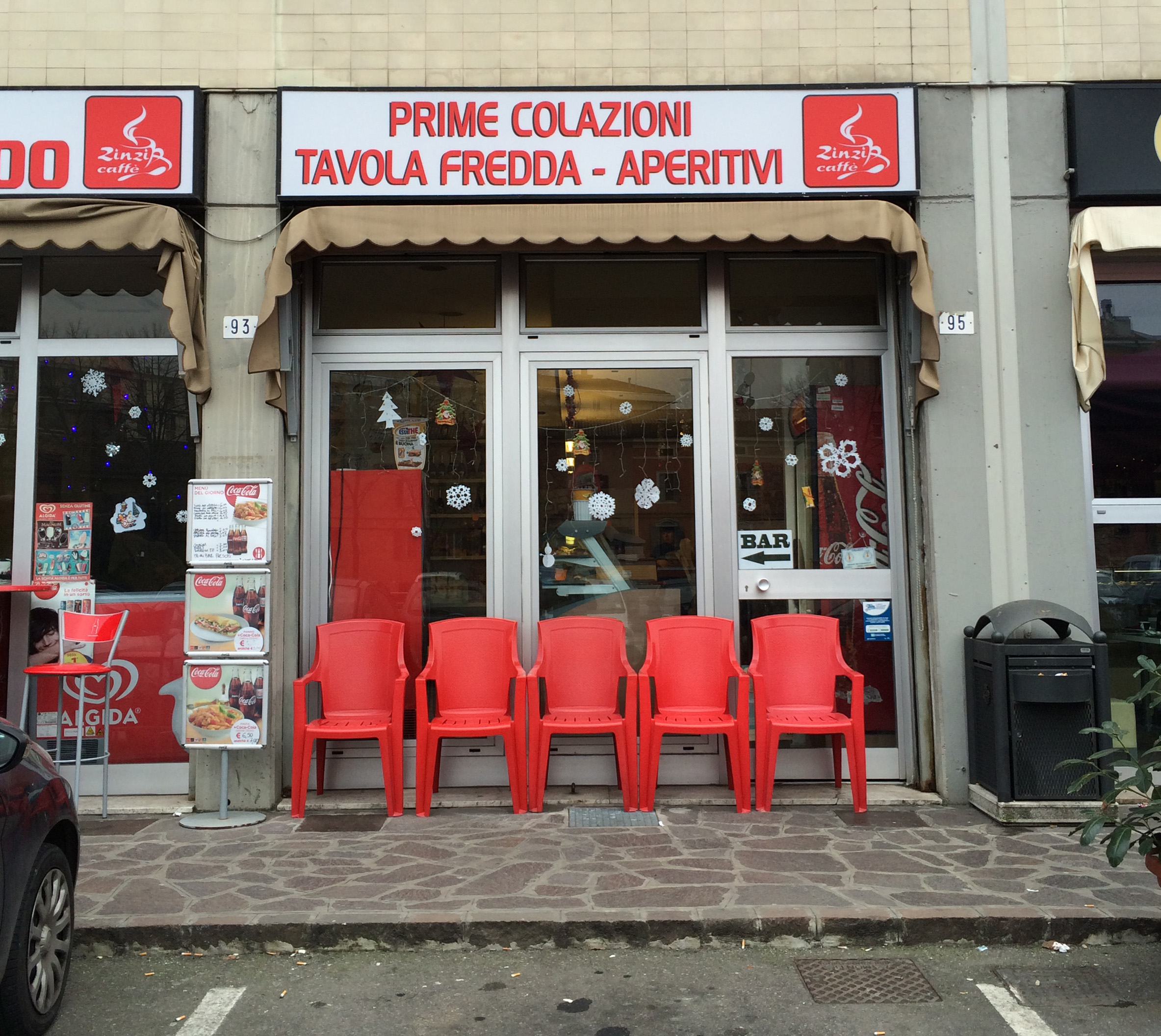
Una tavola fredda.

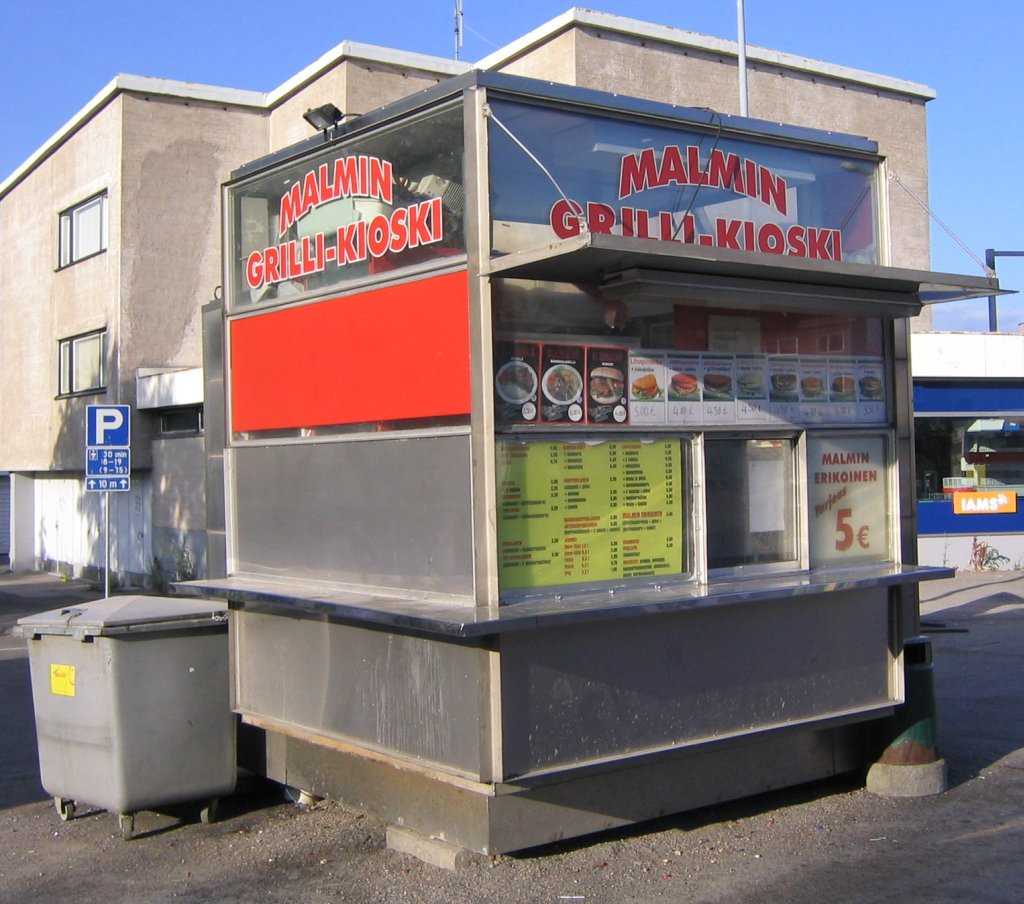
Una tavola calda in Helsinki, Finlandia.

Una tavola calda è un locale di piccola ristorazione in cui si servono cibi caldi o freddi, per lo più rapidamente. I piatti sono tendenzialmente consumati al banco, ma moltissime tavole calde offrono anche tavoli. 

## Descrizione
Oltre ai servizi offerti da un bar "tradizionale", la tavola calda permette di pranzare o cenare con pietanze anche molto più elaborate dei cibi espressi come panini, tramezzini e stuzzicheria normalmente serviti nei bar e nelle tavole fredde. Una tavola calda ha spesso una vera e propria cucina, non un semplice banco di preparazione di alimenti, e richiede quindi l'adozione di norme sanitarie e manipolazioni dei cibi più simili a quelle di un ristorante. La tipologia di cibo servita in una tavola calda può includere tutta la produzione di rosticceria, e spuntini di prodotti salati e dolci. Fra essi si annoverano, nella versione siciliana, gli arancini /arancine, le cartocciate, le cipolline (tipiche della cucina catanese), i paté, i rollò con würstel, bomba al forno (prosciutto e formaggio), le pizzette (infatti i prodotti, più specificatamente detti "pezzi" di rosticceria siciliana sono chiamati in generale "tavola calda", specialmente nel catanese) ed altre varietà locali presenti in ogni regione italiana.

## Tavola fredda
La tavola fredda (a volte espressa ricorrendo al termine inglese snack bar) è una variante che si distingue dalla tavola calda perché serve cibi che richiedono una minima attività di manipolazione e riscaldamento (caffè, panini, toast, paste scongelate, e simili). In questo si avvicina al bar, anche se è molto più focalizzata sulla somministrazione di cibi. 

Non di rado le tavole fredde offrono anche aperitivi, dato che il cibo in questi servito è spesso quello a bassa manipolazione tipico di questa piccola ristorazione.